# Умеренная гниль
Умере́нная гниль (пле́сневая, мя́гкая гниль) — широко распространённое грибное поражение древесины, возникающее в поверхностных слоях постоянно увлажнённых или часто увлажняющихся деревянных конструкциях и характеризующееся мягким бесструктурным состоянием в сыром виде и твёрдым, покрытым продольными и поперечными мелкими трещинами в сухом виде. Умеренную гниль следует отличать от бурой трещиноватой гнили.
В ГОСТе, описывающем пороки древесины, этот порок не представлен.

## Возникновение и встречаемость
Данный тип гнили развивается на увлажнённых конструкциях: на древесине, периодически омывающейся водой, контактирующей с почвой или подвергающейся конденсации пара или воздушной влаги, например: сваях водных сооружений, градирнях, деревянной обшивке речных и морских судов, подземной части столбов, изгородях, частях окон и бань, кровельной дранке, деревянных трубах; в тропическом климате. Встречается на всех породах древесины, особенно мягких лиственных породах; хвойные и твердые лиственные породы меньше подвержены ей.

## Происхождение
Умеренная гниль вызывается несовершенными и сумчатыми грибами грибами, бактериями и водорослями. Их видовой состав плохо изучен.

## Влияние на качество древесины
При возникновении данного типа гнили наружная часть древесины приобретает однородный шоколадный, тёмно-коричневый или чёрный цвет. При высыхании сильно уменьшается в объёме. Гниль может проникать глубоко в древесину. Лигнин при умеренной гнили разлагается в меньшей степени, чем целлюлоза. Распил поражённого участка гладкий, образуются мелкие пылевидные опилки.